# Salto de Arriba
Salto de Arriba (en gallego y oficialmente, O Salto de Riba) es un lugar de la parroquia de Irís en el municipio coruñés de Cabanas, en la comarca del Eume. Tenía 10 habitantes en 2007 según datos del Instituto Gallego de Estadística  de los cuales eran 4 hombres y 6 mujeres, lo que supone una disminución con relación a 1999 cuando tenía 14 habitantes.